# Lijst van windmolens in Vlaams-Brabant
Dit is een lijst van windmolens in Vlaams-Brabant.
| Naam                                        | Plaats                   | Gemeente     | Provincie      | Type molen             | Functie    | Maalvaardigheid         | Monument-status | Bezoekmogelijkheid                | Foto |
| ------------------------------------------- | ------------------------ | ------------ | -------------- | ---------------------- | ---------- | ----------------------- | --------------- | --------------------------------- | ---- |
| Ekstermolen                                 | Blanden                  | Oud-Heverlee | Vlaams-Brabant | Stellingmolen          | Korenmolen | Romp                    | Niet beschermd  | op aanvraag                       |      |
| Flietermolen                                | Tollembeek               | Galmaarden   | Vlaams-Brabant | Bergmolen              | Korenmolen | Romp                    | Niet beschermd  |                                   |      |
| Heidemolen                                  | Malderen                 | Londerzeel   | Vlaams-Brabant | Staakmolen             | Korenmolen | Niet-draaivaardig       | M               | op aanvraag                       |      |
| Heimolen                                    | Langdorp                 | Aarschot     | Vlaams-Brabant | Staakmolen             | Korenmolen | Maalvaardig             | M               | op zondag                         |      |
| Heimolen                                    | Keerbergen               | Keerbergen   | Vlaams-Brabant | Staakmolen             | Korenmolen | Maalvaardig             | M               | elke zaterdag van 12u00 t/m 18u00 |      |
| Het Merelaantje                             | Londerzeel               | Londerzeel   | Vlaams-Brabant | Staakmolen op torenkot | Korenmolen | In restauratie          | Niet beschermd  | op afspraak                       |      |
| Kamsmolen                                   | Heikruis                 | Pepingen     | Vlaams-Brabant | Bergmolen              | Korenmolen | Romp                    | Niet beschermd  | niet toegankelijk                 |      |
| Koutermolen                                 | Merchtem                 | Merchtem     | Vlaams-Brabant | Bergmolen              | Korenmolen | Romp                    | Niet beschermd  | op aanvraag                       |      |
| Lindenmolen                                 | Diest                    | Diest        | Vlaams-Brabant | Staakmolen             | Korenmolen | Draaivaardig            | M               | op afspraak                       |      |
| Moedermeule                                 | Gelrode                  | Aarschot     | Vlaams-Brabant | Staakmolen             | Korenmolen | Maalvaardig             | M               | op afspraak                       |      |
| Molen Lambrechts                            | Everberg                 | Kortenberg   | Vlaams-Brabant | Stellingmolen          | Korenmolen | Romp                    | Niet beschermd  | niet toegankelijk                 |      |
| Molen Rigaux                                | Bever                    | Bever        | Vlaams-Brabant | Stellingmolen          | Korenmolen | Romp                    | Niet beschermd  | niet toegankelijk                 |      |
| Molen van het Bos                           | Bever                    | Bever        | Vlaams-Brabant | Grondzeiler            | Korenmolen | Romp                    | Niet beschermd  | niet toegankelijk                 |      |
| Molen van Morette                           | Asse                     | Asse         | Vlaams-Brabant | Bergmolen              | Korenmolen | Romp                    | Niet beschermd  | niet toegankelijk                 |      |
| Molen van Rummen                            | Rummen                   | Geetbets     | Vlaams-Brabant | Grondzeiler            | Korenmolen | Romp                    | Niet beschermd  | op aanvraag                       |      |
| Molen van Veltem                            | Veltem-Beisem            | Herent       | Vlaams-Brabant | Grondzeiler            | Korenmolen | Romp                    | Niet beschermd  | niet toegankelijk                 |      |
| Molen van Willebringen                      | Willebringen             | Boutersem    | Vlaams-Brabant | Grondzeiler            | Korenmolen | Romp                    | Niet beschermd  | niet toegankelijk                 |      |
| Molen van Zellik                            | Zellik                   | Asse         | Vlaams-Brabant | Grondzeiler            | Korenmolen | Romp                    | Niet beschermd  | op aanvraag                       |      |
| Koutermolen Van der Straeten                | Mazenzele                | Opwijk       | Vlaams-Brabant | Grondzeiler            | Korenmolen | Romp                    | M, DSG          | op afspraak                       |      |
| Molen Wits                                  | Neervelp                 | Boutersem    | Vlaams-Brabant | Grondzeiler            | Korenmolen | Romp                    | Niet beschermd  | niet toegankelijk                 |      |
| Neerheidemolen                              | Asse                     | Asse         | Vlaams-Brabant | Bergmolen              | Korenmolen | Romp                    | Niet beschermd  | op afspraak                       |      |
| Nieuwe Molen                                | Hekelgem                 | Affligem     | Vlaams-Brabant | Grondzeiler            | Korenmolen | Romp                    | Niet beschermd  | niet toegankelijk                 |      |
| Oude Molen                                  | Betekom                  | Begijnendijk | Vlaams-Brabant | Bergmolen              | Korenmolen | Romp                    | M, DSG          |                                   |      |
| Oude Molen                                  | Hekelgem                 | Affligem     | Vlaams-Brabant | Grondzeiler            | Korenmolen | Draaivaardig            | M               | op afspraak                       |      |
| Pinxtermolen                                | Kessel-Lo                | Leuven       | Vlaams-Brabant | Bergmolen              | Korenmolen | Romp                    | Niet beschermd  | niet toegankelijk                 |      |
| Puttenbergmolen                             | Betekom                  | Begijnendijk | Vlaams-Brabant | Bergmolen              | Korenmolen | Romp                    | M, DSG          | op aanvraag                       |      |
| Sint-Bernardusmolen                         | Lubbeek                  | Lubbeek      | Vlaams-Brabant | Bergmolen              | Korenmolen | Romp                    | Niet beschermd  | op aanvraag                       |      |
| Sint-Martensmolen                           | Lubbeek                  | Lubbeek      | Vlaams-Brabant | Bergmolen              | Korenmolen | Romp                    | Niet beschermd  | op aanvraag                       |      |
| Verloren Kostmolen                          | Schaffen                 | Diest        | Vlaams-Brabant | Staakmolen             | Korenmolen | Maalvaardig             | M               | ja                                |      |
| Vromans Molentje                            | Elingen                  | Pepingen     | Vlaams-Brabant | Staakmolen             | Korenmolen | Maalvaardig schaalmodel | Niet beschermd  | op aanvraag                       |      |
| Witte Molen                                 | Aarschot                 | Aarschot     | Vlaams-Brabant | Bergmolen              | Korenmolen | In restauratie          | M , DSG         | niet toegankelijk                 |      |
| Zepposmolen, Hertboommolen,Tragische Molen, | Onze-Lieve-Vrouw-Lombeek | Roosdaal     | Vlaams-Brabant | Staakmolen             | Korenmolen | Maalvaardig             | M, DSG          | elke zondag                       |      |
| Zwarte Molen                                | Elingen                  | Pepingen     | Vlaams-Brabant | Bergmolen              | Korenmolen | Romp                    | Niet beschermd  | op aanvraag                       |      |